# 124e régiment d'infanterie (France)
Pour les articles homonymes, voir 124e régiment.
Le 124e régiment d'infanterie (124e RI) est un régiment d'infanterie de l'Armée de terre française créé par le Premier Consul à partir de deux régiments d'infanterie hollandais en 1810.

## Création et différentes dénominations
- 1795: création de la 124e Demi-Brigade de Bataille, à partir du 2e bataillon du 62e régiment d'infanterie, auquel sont associés le 2e bataillon de volontaires des Vosges et le 4e bataillon de volontaires du Haut-Rhin.
- 1796: versée dans la 94e Demi-Brigade d'Infanterie de Ligne
- 1810: création du 124e régiment d'infanterie de ligne à partir du 3e régiment de ligne et du 1er bataillon du 7e régiment de ligne du royaume de Hollande, lors de l'annexion de celui-ci.
- 1814: licenciement
- 1870 : formation du 124e régiment d'infanterie de ligne en octobre, à partir du 24e régiment d'infanterie de marche formé en août
- 1871 : fusion du 124e régiment d'infanterie de ligne dans le 24e régiment d'infanterie de ligne en mars ; formation du 13e régiment d'infanterie provisoire en avril
- 1872 : le 13e régiment d'infanterie provisoire est renommé 124e régiment d'infanterie de ligne
- 1887 : le  124e régiment d'infanterie de ligne est renommé 124e régiment d'infanterie
- 1914: À la mobilisation, il donne naissance au 324e régiment d'infanterie

## Chefs de corps
- 1795 : Hermann - chef-de-brigade
- 1810 : Jacques Hardyau - colonel
- 1812 : Jean-Baptiste Laffithe - colonel
- 1878-1880 : lieutenant-colonel Picard
- 1896-1899 : Henri Bonnal - colonel
- 1899-1903 : Alfred Warion - colonel[1]
- 1903-1906 : Édouard Muteau - colonel
- 1914 : Louis Fropo colonel
- 1940 : Allain - lieutenant-colonel

## Historique des garnisons, combats et bataille du124eRI de ligne

### Révolution
- 1795 : Armée des Côtes de Brest et de Cherbourg

### Premier Empire

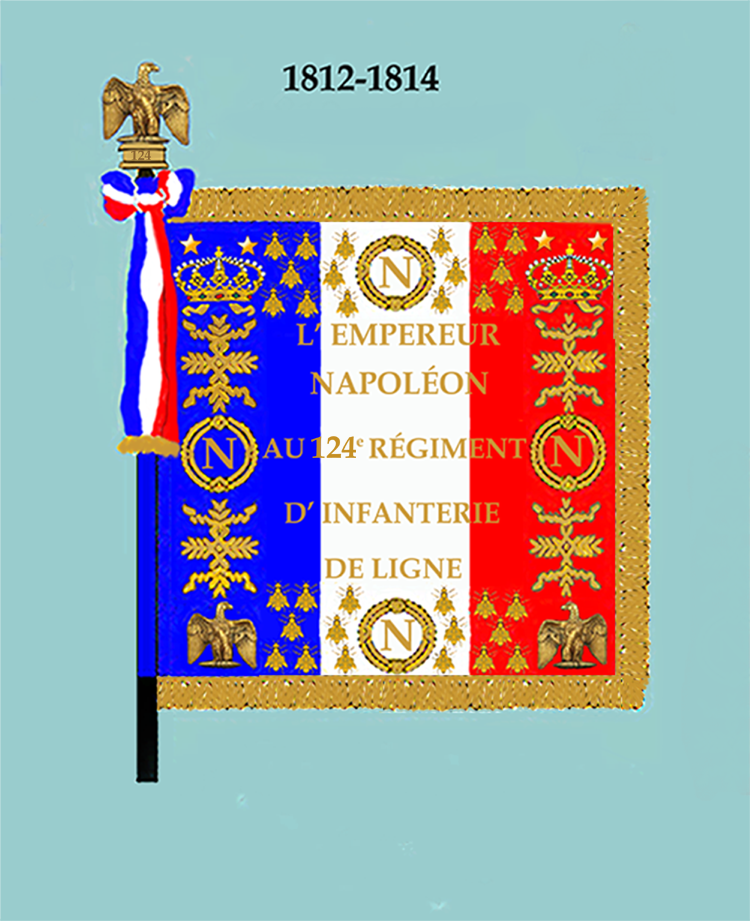
Drapeau modèle de 1812 (avers)
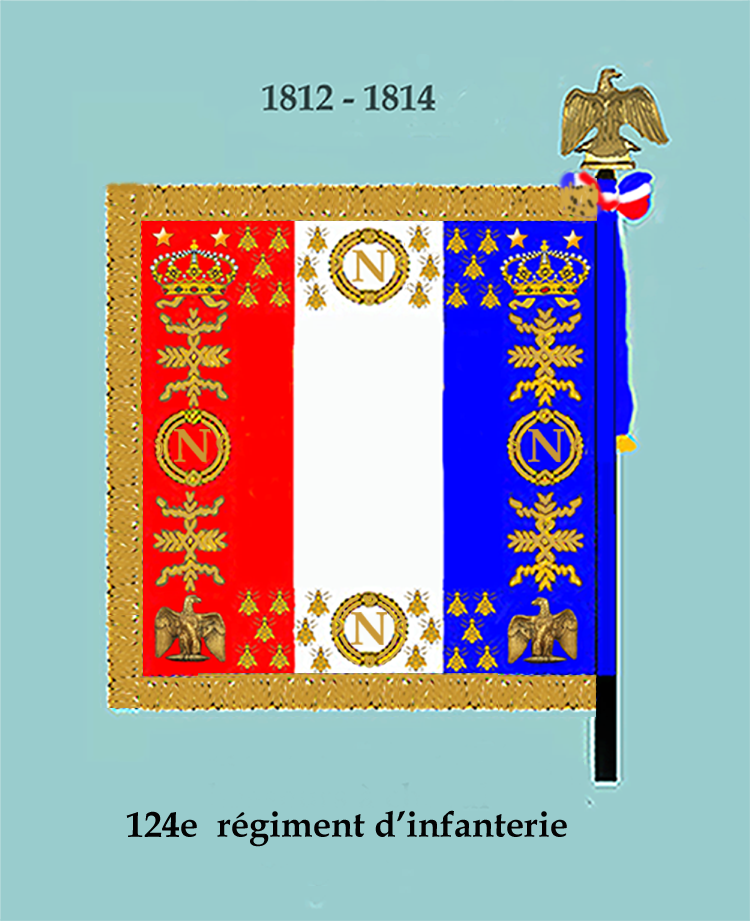
Drapeau modèle de 1812 (revers)

- 1812 : Deweltowo, Oboiardzina, Polotsk, La Moskova, Tchaniski, Borisov, la Bérézina et Kowno
- 1813 : Lützen, Bautzen, Stettin et Wittenberg
- 1814 : Wesel

Le régiment est licencié à la Seconde Restauration.
Son numéro reste vacant jusqu'en 1870

### De 1870 à 1914
Le 24e régiment de marche est formé à Cambrai le 24 août 1870 à partir des 4e bataillons des 30e, 31e et 34e régiments d'infanterie de ligne. Il fait partie de la 3e division du 14e corps d'armée. Le 28 octobre 1870, le 124e de marche est renommé 124e de ligne. De septembre 1870 à janvier 1871, il participe au siège de Paris. Le 6 novembre, il est rattaché à la 2e division du 2e corps de la 2e armée de Paris. Il combat lors de la bataille de Champigny, rejoignant la 3e division du 1er corps de la 2e armée de Paris après cette bataille. Les 65 officiers et 2 326 hommes de troupe du régiment capitulent avec le reste de la garnison le 29 janvier 1871. Le régiment est dissous fin mars 1871, fusionnant avec le 24e régiment de ligne.
Le 16 avril 1871 , le 13e provisoire est créé à Auxerre avec divers éléments des régiments rentrant de captivité. Le 13e provisoire rejoint la 2e division du 5e corps de l'armée de Versailles,. Il participe à la semaine sanglante. Le 13e provisoire devient 124e de ligne le 4 avril 1872.
En septembre 1873, à la formation de la 8e division d'infanterie du 4e corps d'armée, il est rattaché à la 15e brigade de cette division.

### Première Guerre mondiale
Affectations: Casernement Laval
- 8e division d'infanterie : 15e brigade d'août 1914 à juin 1915
- 124e division d'infanterie : 247e brigade de juin 1915 à novembre 1916, puis infanterie divisionnaire de novembre 1916 à novembre 1918

#### 1914
- Bataille des Ardennes : Virton (22 août)
- opérations d'Alsace:  (21 septembre).
- La retraite des IIIe et IVe Armées vers la Marne.
- la course à la mer: le Quesnoy (30 octobre)

#### 1915

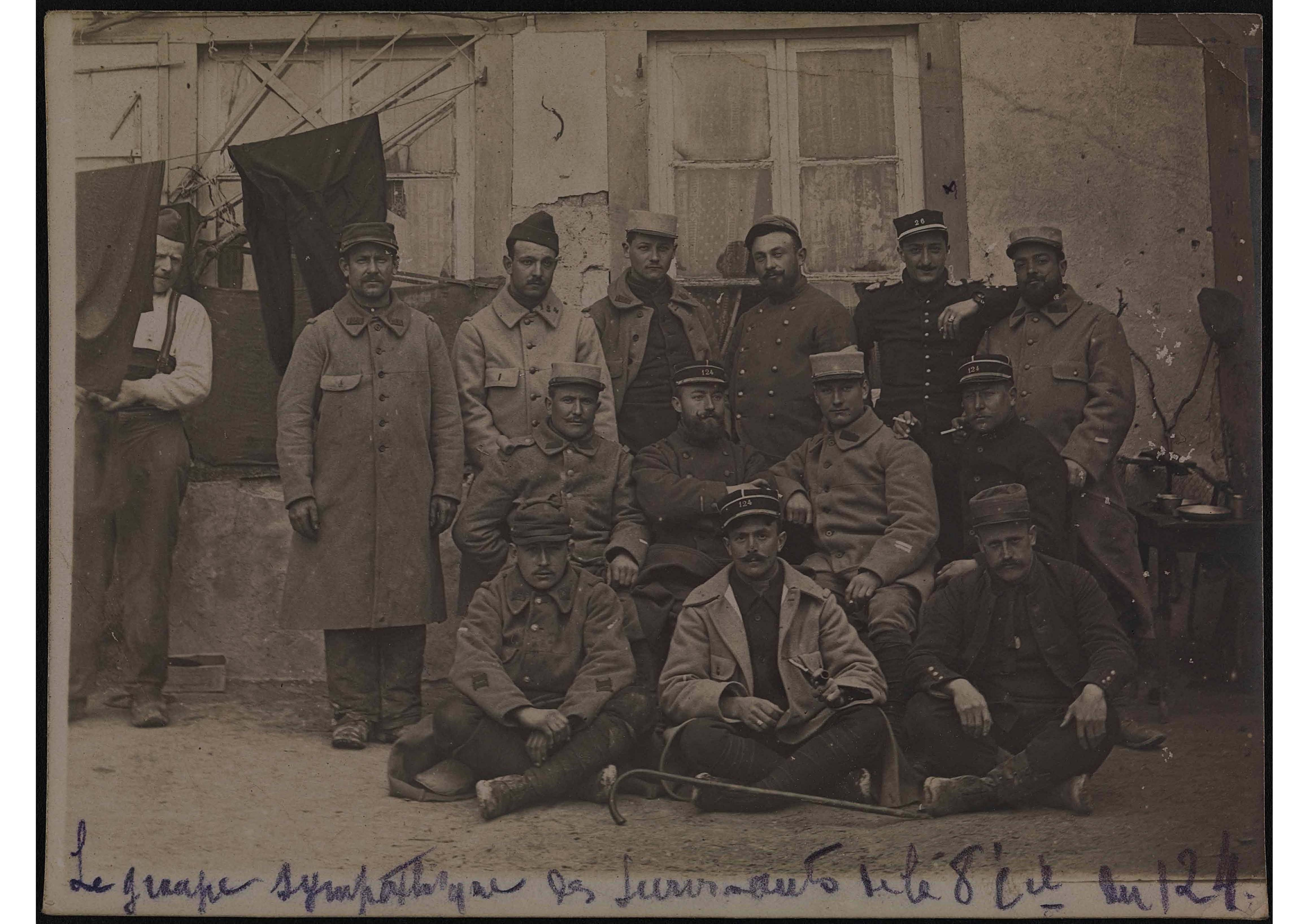
Rescapés de la 8e compagnie du, photographiés en 1915.

- 25 septembre-6 octobre : seconde bataille de Champagne, Beauséjour.

#### 1916
- Bataille de Verdun : Damloup, Bois Fumières (1er juin)

#### 1917
- Champagne : le Casque, le Téton (27 mai)

#### 1918
- Auberive, Mont sans-Nom, Bois du Chien, le Cornillet (15 juillet)
- Orfeuil (13 octobre)

### Entre-deux-guerres
En 1928, il est en garnison à Laval et Mayenne

### Seconde Guerre mondiale
Il est formé le 3 septembre 1939 par le centre mobilisateur d'infanterie 21 Hirson / Rocroi. Il appartient à la 4e division d'infanterie du général Musse, rattachée lors de la bataille de France à la VIIe Armée du général Giraud.

#### Batailles et combats

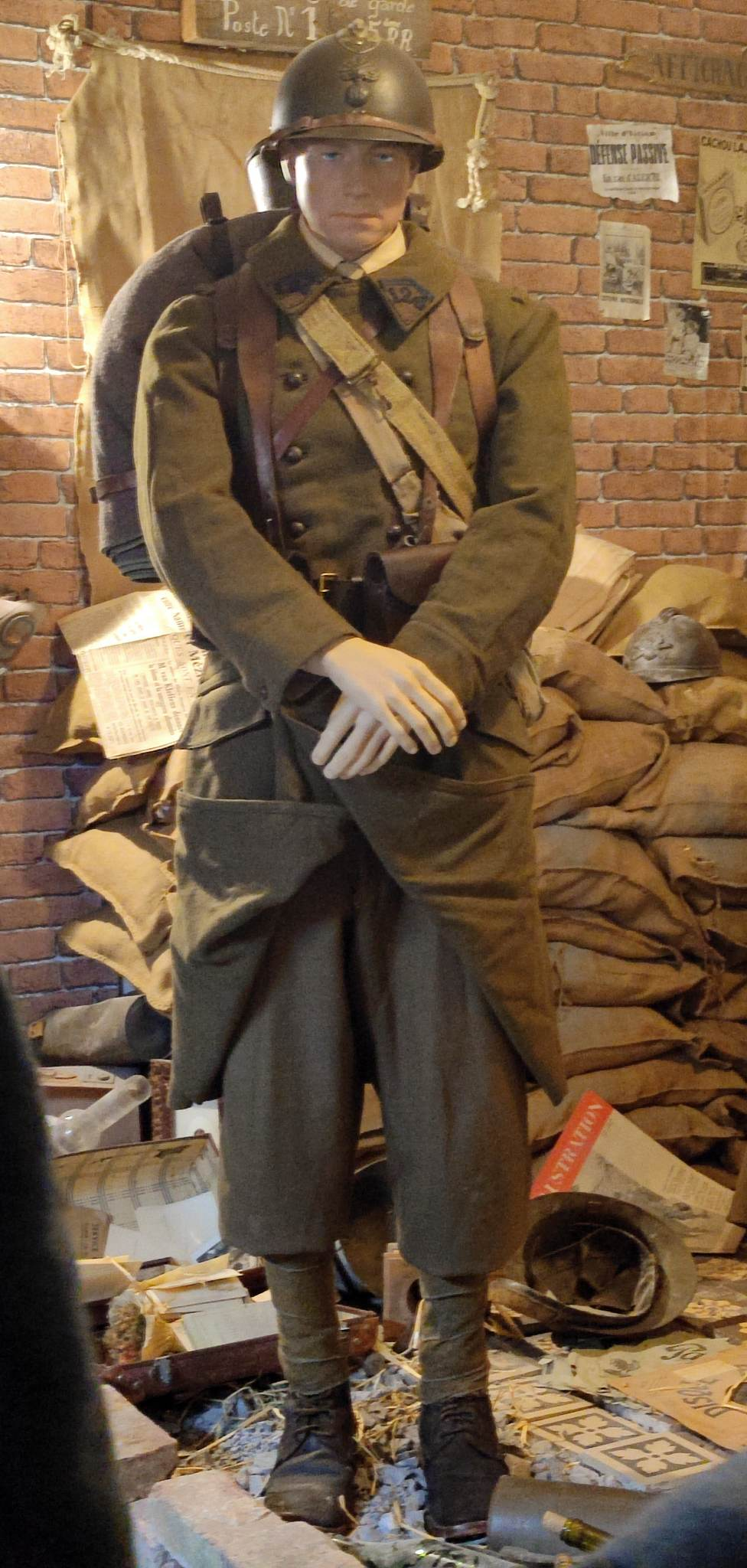
Tenue originale d'un fantassin du d'infanterie de mai 1940 (collection Lejeune d'Hirson).

- 1940 :
  - 25 au 30 mai 1940 poche de Lille

## Inscriptions portées sur le drapeau du régiment
Il porte, cousues en lettres d'or dans ses plis, les inscriptions suivantes :
- Polotsk 1812
- La Bérézina 1812
- Stettin 1813
- Verdun 1916
- Somme-Py 1918
- Le Chesne 1918

## Décorations
Sa cravate est décorée de la Croix de guerre 1914-1918  avec deux citations à l'ordre de l'armée, une à l'ordre du corps d'armée, une à l'ordre de la division.
Il a le droit au port de la fourragère aux couleurs du ruban de la croix de guerre 1914-1918.

## Personnalités ayant servi au124eRI
- Alfred Joubaire (1895-1916), sous-lieutenant au régiment tué à Vaux-devant-Damloup le 2 juin 1916. Son nom est inscrit au Panthéon parmi les 560 écrivains morts pour la France pendant la Première Guerre mondiale.

## Sources et bibliographie
- Victor Belhomme, Histoire de l'infanterie en France, t. 5, Henri Charles-Lavauzelle, 1902 (lire en ligne).
- Serge Andolenko, Recueil d'Historiques de l'Infanterie Française, Eurimprim, 1969.
- Jocelyne et Michel Dloussky, Moissons rouges : Albert Filoche brancardier au 124e R.I., 1915-1918. Lettres, poèmes, contes et carnets d'Albert Filoche, Laval, Éditions de l'Oribus, 2004.
- André Ligné, Le fusil et le pinceau, souvenirs du poilu René Prud'homme 124e RI, évocations, Saint-Cyr-sur-Loire, éditions Alan Sutton, 2007.
- André Ligné, La vie militaire dans la Sarthe 1900-1920, Saint-Cyr-Sur-Loire, éditions Alan Sutton, 2017 (ISBN 2849106135).